# Carlos Orgambide
 Carlos Orgambide (Buenos Aires, 28 de septiembre de 1930), cuyo nombre completo es Carlos Gdansky Orgambide, es un director de fotonovelas, guionista y director de cine, hermano menor del escritor Pedro Orgambide.

## Actividad profesional
Estudió pintura en el taller de Emilio Pettoruti y cine con Simón Feldman, frecuentaba los cine-clubes y trabajó como reportero gráfico, fotógrafo de filmación, crítico de cine y, en la década de 1960, como director de numerosas fotonovelas.  

## Filmografía
Su primer largometraje como director fue El hombre y su noche (1958), que no tuvo difusión comercial. Fue director de fotografía en varios filmes, el primero, La espina de Cristo (1965). Después de un intento que debió abandonar, la película Chúmbale (1968), dirigió el largometraje Queridas amigas (1980), al que siguieron otros filmes como director y como guionista..
Una de sus películas más destacadas fue Queridas amigas (1980) que narra la historia de tres amigas de la infancia que se reencuentran y viajan al interior del país, donde una situación límite las sincerará. Algunos de los comentarios críticos sobre este filme fueron:   
Jorge Abel Martín en La Opinión escribió:

”Como pocas veces en los últimos años…un film argentino da muestras de una autenticidad y naturalidad como lo hace Queridas amigas.”

La Razón opinó:

”Un trabajo magnífico de las tres protagonistas, se suma a la labor del director, que planteó el tema en forma directa, poética y hasta realista.”

Otra nota de E.J.C. en el mismo diario dijo:

”Sugestivos retratos femeninos…una obra realizada con inteligencia y efectiva solvencia.”

Manrupe y Portela escriben:

”Orgambide trabajó en el mundo de la mujer y logró uno de los títulos más dignos de esos años.”

Director
- La cacería (2012)
- Teatro San Martín - 50 años (2010)
- Temporal (2001)
- La maestra normal (1996)
- El acompañamiento (1988)
- Gardel, el alma que canta (documental) (1985)
- Los insomnes (1984)
- Buenos Aires Rock (documental) (colaboración en la dirección)
- Toto Paniagua, el rey de la chatarra (1980)
- Queridas amigas (1980)
- Chúmbale (abandonada)  (1968)
- El hombre y su noche (inédita) (1958)

Guionista
- La maestra normal (1996)
- El acompañamiento (1988)
- Gardel, el alma que canta (1985)
- Los insomnes (1984)
- Buenos Aires Rock (documental) (colaboración en la dirección)
- Toto Paniagua, el rey de la chatarra (1980)
- Queridas amigas (1980)
- Chúmbale (abandonada)  (1968)
- Rapten a esa mujer o Intriga en Lima (abandonada) (1967)
- El hombre y su noche (inédita) (1958)

Director de fotografía
- Los ratones (el disconforme) (1998)
- Queridas amigas (1980)
- Chúmbale (abandonada)  (1968)
- Paseo con Borges (1975) (documental)
- El mal de los rastrojos (1965) (cortometraje documental)
- La espina de Cristo (1965)
- Soy de aquí (1965) (cortometraje documental)

Intérprete
- El censor (1995) …Mirón cine Lavalle
- Racconto (1963)

Camarógrafo
- El mal de los rastrojos (1965) (cortometraje documental)

Producción
- Temporal (2002)